# Wegkruis

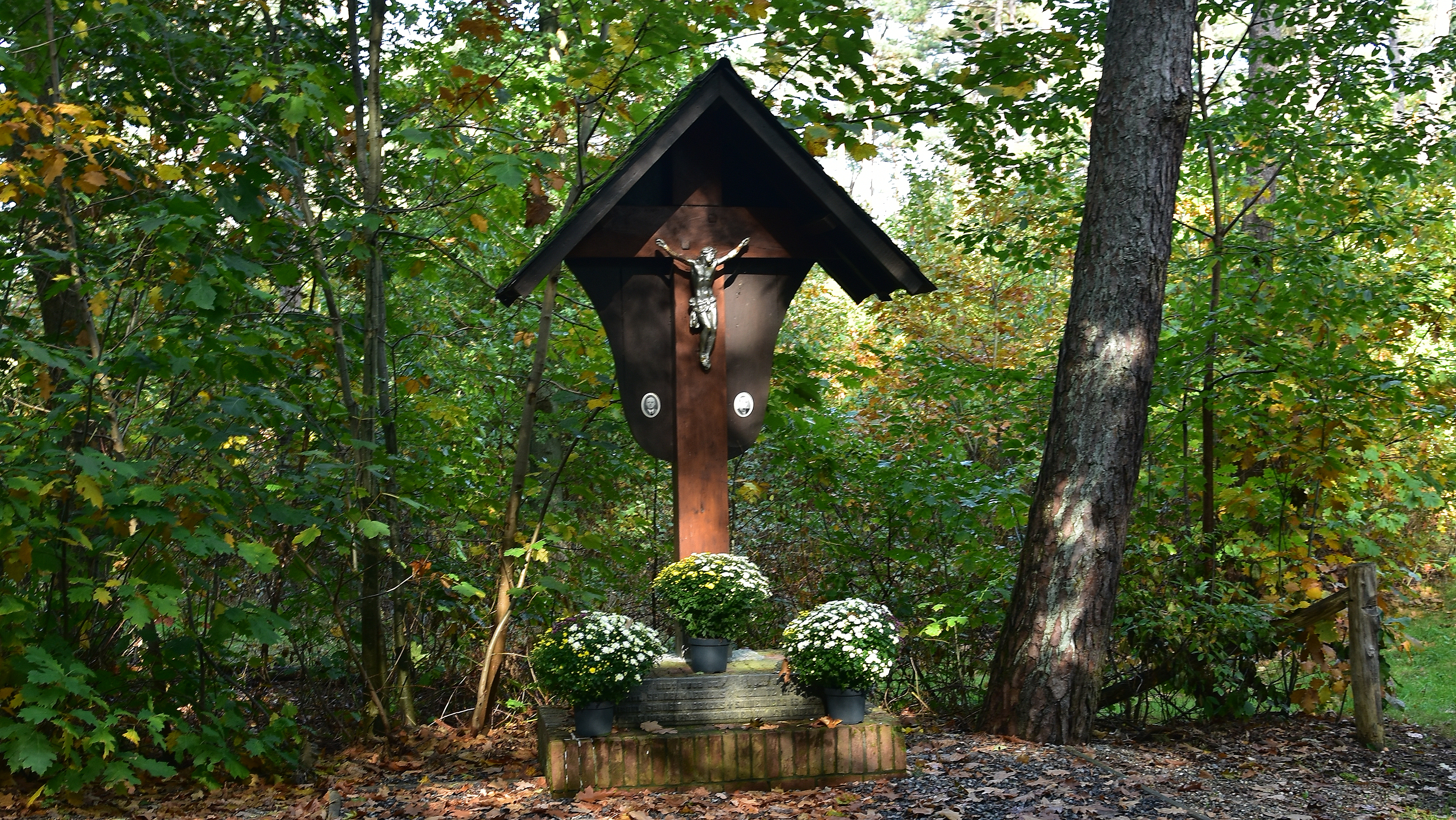
Wegkruis op de Heidestraat in Rekem

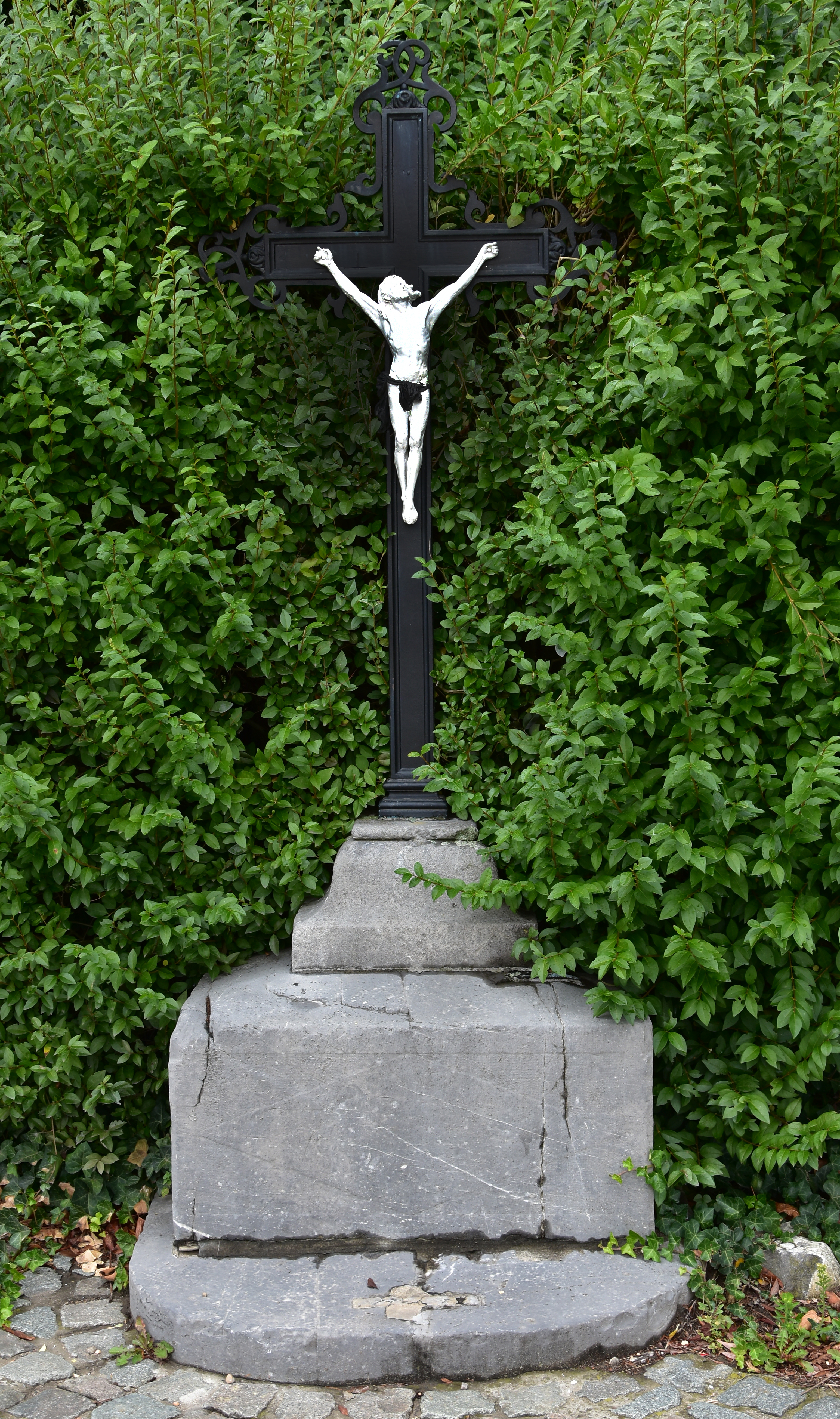
Een gietijzeren wegkruis in Oud-Rekem

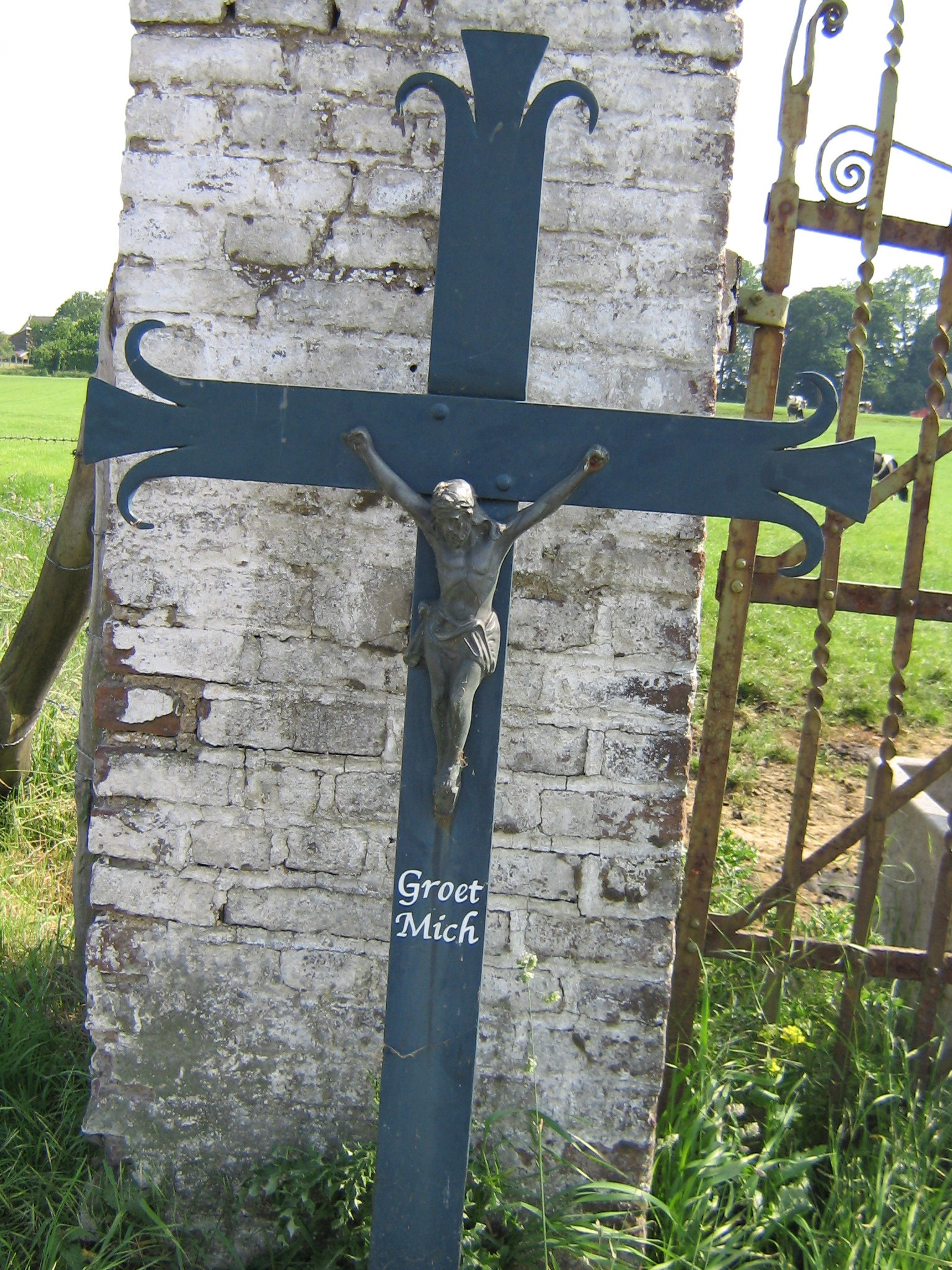
Wegkruis met Limburgs opschrift

Een wegkruis of een veldkruis is een in katholieke streken veelvoorkomend gedenkteken op de kruising van wegen en straten. Het is een religieuze uiting die de voorbijganger eraan herinnert dat Christus aan het kruis is gestorven.
Wegkruisen bestaan in houten, gietijzeren en stenen varianten. Ze werden geplaatst door rijke personen, vaak boeren, of door buurtverenigingen die hiervoor geld inzamelden. Als een wegkruis buiten de bebouwde kom geplaatst is, spreekt men van een veldkruis.
Indien de Christusfiguur het hoofd niet op de rechter- maar op de linkerschouder legt spreekt men van een Verkeerde Lieve Heer. Er bestaan een aantal wegkruisen van die informeel deze naam dragen.

## Andere wegkruisen
Deze gedenktekens hebben gemeen dat ze ook bedoeld zijn als oproep om te bidden voor het zieleheil van de overledene.
- Hagelkruis, meestal gelegen bij een kruispunt en werd geplaatst om slechte zaken af te weren, in het bijzonder onweers- en hagelschade.
- Ongevals- of Memoriekruisen, die geplaatst zijn om iemand te herdenken die op de bewuste plek een noodlottig ongeval is overkomen.
- Moord- of zoenkruisen, de plaatsing daarvan werd bij wijze van bijkomende straf opgelegd in het kader van een gerechtelijke veroordeling voor moord of doodslag.
- Dwaalkruisen, deze kruisen werden geplaatst op grote eenzame vlakten, heidevelden en moerasgebieden, waar het gevaar bestaat om te verdwalen, met de eventuele dood tot gevolg. In sommige gevallen dient het kruis als wegwijzer langs gebaande wegen.